# George Armitstead

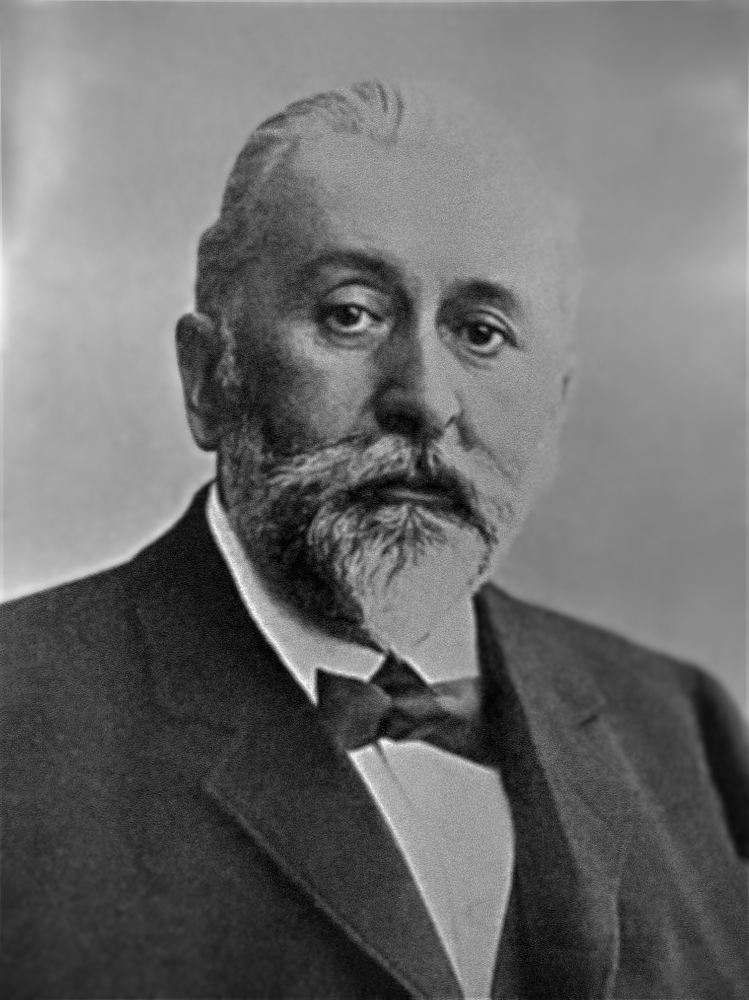
George Armitstead

George Armitstead (* 27. Oktoberjul. / 8. November 1847greg. in Riga; † 17. Novemberjul. / 30. November 1912greg. in Riga) war ein deutschbaltischer Ingenieur, Unternehmer und der vierte Bürgermeister Rigas.

## Leben

### Herkunft
George Armitsteads wurde in eine deutschbaltisch-englische Familie geboren. Sein Großvater stammte aus England und hatte sich in Riga als Kaufmann niedergelassen. Riga war ab 1796 Hauptstadt des russischen Ostseegouvernements Livland und gehörte somit zum Russischen Kaiserreich. So wurde George Armitstead als russischer Staatsbürger geboren. Sein Vater, James Armitstead (1826–1879), war ebenfalls Kaufmann in Riga und Vorsteher des Börsenkomitees. Er vermachte der Stadt Riga testamentarisch 361.280 Rubel für mildtätige Zwecke. Damit wurde das nach dem Stifter benannte Kinderkrankenhaus erbaut.

### Ausbildung und Tätigkeiten
1868 beendete Armitstead sein Ingenieurstudium am Polytechnikum Riga. Dort war er einer der Gründer der deutschen Studentenverbindung Fraternitas Baltica. Er setzte zunächst in Zürich und Oxford seine Studien fort und arbeitete danach in Russland im Eisenbahnbau. Nach Riga zurückgekehrt, wurde er Besitzer einer Ziegelei und 1880 Mitbesitzer und Leiter einer Knochenmehlfabrik in Riga, später leitete er als Direktor die Dünaburg-Vitebsker Eisenbahn und ab 1896 die Aktiengesellschaft der florierenden Baltischen Zellulosefabrik in Schlock bei Riga (heute: Sloka). Er hatte lebhaftes Interesse an der Landwirtschaft und erwarb das Rittergut Neu-Mocken (westlich von Tukums). 1899 verantwortete er die IV. Baltische Landwirtschaftliche Zentralausstellung in Riga. Armitstead war Mitglied der Baltischen Konstitutionellen Partei.

### Bürgermeister
Seine ausgewiesenen wirtschaftlichen und organisatorischen Kompetenzen veranlasste die Rigaer Stadtverwaltung George Armitstead 1901 zum Oberbürgermeister zu wählen. Zu Beginn seiner Amtszeit war die Vorbereitung der 700-Jahr-Feier mit einer großen Wirtschaftsausstellung eine erste Herausforderung.
Während seiner Amtszeit wurde Riga durch ihn wesentlich geprägt. Er veranlasste den Bau verschiedener auch heute noch die Stadt prägende Gebäude, so das Lettische Nationale Kunstmuseum, das Lettische Nationaltheater (bis 1917: Russisches Theater) wurde zu Beginn seiner Amtszeit fertiggestellt. Er machte sich sehr verdient um den Ausbau des Wasserwerks, des Elektrizitätswerks und der Straßenbahn.
Als Bürgermeister war ihm besonders die Entwicklung Schulwesens wichtig, insbesondere der lettischen Volksschulen. In den Jahren 1908 bis 1912 entstanden 14 Schulen für Schüler deutscher Sprache und lettischer Sprache. Sein Ziel war die Abschaffung des Schulgeldes.
Armitstead setzte sich für den Aufbau einer modernen westeuropäischen Wohlfahrtspflege ein. So gründete er 1907 die „Gesellschaft für kommunale Sozialpolitik“, die der Verbreitung dieses Anliegens diente. Ein neues Krankenhaus wurde gebaut, ein Schularztsystem eingeführt, Ambulatorien für Elementarschüler und -schülerinnen wurden eingerichtet. Eine Volksbibliothek mit Lesehalle wurde 1906 eröffnet.

## Familie
George Armitstead heiratete 1874 Cecile Pychlau (1852–1940), die Tochter einer angesehenen Rigenser Bürgersfamilie. Sue hatten zwei Töchter und einen Sohn.

## Ehrungen
Die Vertretung der Stadt Riga verlieh George Armitstead für seine Verdienste um die Stadt die Ehrenbürgerwürde, der Zar den erblichen Adelstitel.
Mit den finanziellen Mitteln eines lokalen Geschäftsmannes wurde 2006 das Armitstead-Denkmal nahe der Oper errichtet, das von der englischen Königin Elisabeth II. enthüllt wurde.